# Olof Petter Pettersson
Olof Petter Pettersson, född den 11 december 1859 i Vilhelmina församling, Västerbottens län, död den 5 juli 1944 i Umeå landsförsamling, Västerbottens län, var en svensk författare, folkskollärare, etnolog och folkminnesupptecknare.

## Biografi
Pettersson föddes som son till hemmansägaren Per Isak Ersson och Anna Kristina Olsdotter och växte upp i Lövnäs by i Vilhelmina. De svåra nödåren omkring år 1867 gjorde att fadern beslöt att familjen skulle utvandra till USA, men då försäljningen av gården inte gick som planerat, vände de i Norge och återkom till byn. Hans fader lämnade familjen och bosatte sig i Norge år 1870, vilket gjorde att Pettersson vid elva års ålder fick börja försörja sig som getare och lilldräng.
Vid tjugo års ålder började Pettersson läsa vid ett ambulerande småskoleseminarium utanför Umeå. Han kom därefter att tjänstgöra som småskollärare i Fatmomakke kapellag i Vilhelmina. Biskopen i Härnösand, Lars Landgren, uppmanade honom att ta en folkskollärartjänst i Gådeå, Säbrå socken, utanför Härnösand år 1885. Tio år senare flyttade han till Skytteanska lappskolan i Tärna, där han började skildra miljön. Han hade även malmletningsuppdrag för SGU och inventerade fornminnen åt Riksantikvarieämbetet. År 1916 lämnade han Tärna och var därefter vikarierande lärare på olika orter, men bosatte sig år 1921 i kyrkbyn Backen i Umeå landsförsamling, där han ägnade sig åt sitt skrivande, bland annat verken Ordbok över Vilhelminamålet och Gamla byar i Vilhelmina (i tre band).
Pettersson inledde sina folklivsuppteckningar i början av 1880-talet, vilka inledningsvis främst gällde samerna. Hans första publicering var tidningsartikeln Lappbröllop i Fatmomakke år 1884. I slutet av 1890-talet påbörjade han sitt arbete med Ordbok över Vilhelminamålet, vilken dock färdigställdes först år 1924. Den omfattar omkring tusen handskrivna foliosidor och har förblivit opublicerad. Under åren i Ångermanland samlade och bearbetade han sagor och sägner från Åsele lappmark. Sagor från Åsele lappmark utkom först efter Petterssons död.
Pettersson gifte sig år 1890 i Säbrå med lärarinnan Märta Mathilda Nordqvist (född 1866, död 1906).